# Episodi di Flikken (ottava stagione)
L'ottava stagione della serie televisiva Flikken è stata trasmessa in anteprima in Belgio dalla één tra il 4 febbraio 2007 e il 29 aprile 2007.
| nº | Titolo originale  | Titolo italiano | Prima TV Belgio  | Prima TV Italia |
| -- | ----------------- | --------------- | ---------------- | --------------- |
| 1  | Rendez-vous       | inedito         | 4 febbraio 2007  | inedito         |
| 2  | Op zijn Tina's    | inedito         | 11 febbraio 2007 | inedito         |
| 3  | Afscheid          | inedito         | 18 febbraio 2007 | inedito         |
| 4  | Gilbert en George | inedito         | 25 febbraio 2007 | inedito         |
| 5  | Grote kuis        | inedito         | 4 marzo 2007     | inedito         |
| 6  | Code T1           | inedito         | 11 marzo 2007    | inedito         |
| 7  | Code Rood         | inedito         | 18 marzo 2007    | inedito         |
| 8  | Verraad           | inedito         | 25 marzo 2007    | inedito         |
| 9  | 100 kilo          | inedito         | 1º aprile 2007   | inedito         |
| 10 | Geruchten         | inedito         | 8 aprile 2007    | inedito         |
| 11 | Rat               | inedito         | 15 aprile 2007   | inedito         |
| 12 | JLD               | inedito         | 22 aprile 2007   | inedito         |
| 13 | De barracuda      | inedito         | 29 aprile 2007   | inedito         |